# Jiaxing South Airport
Jiaxing Airport är en flygplats i Kina. Den ligger i staden Jiaxing, Zhejiang. Det ligger omkring 71 kilometer nordost om provinshuvudstaden Hangzhou.
Just nu sker en renovering från ett militär flygbas till kommersiellt flygtrafik. Den byggs till class 4E, vilket betyder en startbana på 3,400 meter lång och kan ta emot Boeing 747 och Airbus A340.